# Monte Gleaton
Il Monte Gleaton (in lingua inglese: Mount Gleaton) è una montagna antartica, alta 2.130 m, che si affaccia da nord sul Ghiacciaio Tucker, situata nei Monti dell'Ammiragliato, in Antartide, in prossimità dell'estremità della catena appena a nord del Ghiacciaio Helman. 
Il monte è stato mappato dall' United States Geological Survey (USGS) sulla base di rilevazioni e foto aeree scattate dalla U.S. Navy nel periodo 1960-62.
La denominazione è stata assegnata dall' Advisory Committee on Antarctic Names (US-ACAN) in onore di Clarence E. Gleaton, Chief Warrant Officer dell'US Army, pilota di elicotteri a supporto delle rilevazioni topografiche in quest'area nell'estate 1961-62.